# Gråryggig glasögonfågel
Gråryggig glasögonfågel (Zosterops lateralis) är en fågel i familjen glasögonfåglar inom ordningen tättingar.

## Utseende
Gråryggig glasögonfågel är en mycket liten tätting med tydlig ljus ögonring. Fjäderdräkten varierar geografiskt, men de flesta populationer har grönt huvud, grön tygel, gulaktig strupe, grå (eller grön) rygg, ljusgrå undersida samt grönt på vingar och stjärt. Beståndet på Tasmanien har bruna flanker. 

## Utbredning och systematik
Gråryggig glasögonfågel delas in i 16 underarter med följande utbredning:
- Z. l. vegetus – nordöstra Queensland (McIlwraith Range till Burdekin River)
- Z. l. cornwalli – östra Australien (öst-centrala Queensland till Hunter River, New South Wales)
- Z. l. chlorocephalus – östra Queensland (öar vid Capricornkusten)
- Z. l. westernensis – i sydöstra Australien (sydöstra New South Wales till Victoria)
- Z. l. lateralis – Tasmanien och Flinders Island (Bass sund)
- Z. l. ochrochrous – King Island (Bass sund)
- Z. l. pinarochrous – södra Australien (Eyrehalvön) till nordvästra Victoria och näraliggande New South Wales
- Z. l. chloronotus – sydvästra Western Australia (Shark Bay till sydvästra South Australia)
- Z. l. griseonota – Nya Kaledonien
- Z. l. nigrescens – Loyautéöarna (Maré och Ouvéa)
- Z. l. melanops – Lifou (Loyautéöarna)
- Z. l. macmillani – Vanuatu (Tanna och Aniwaöarna)
- Z. l. tropicus – Espiritu Santo (Vanuatu)
- Z. l. vatensis – norra Vanuatu, Banksön och Torresön
- Z. l. valuensis – Vanua Lava Island (Vanuatu)
- Z. l. flaviceps – Fijiarkipelagen
- Z. l. tephropleurus – Lord Howeön

Underarten macmillani behandlas ofta som synonym med vatensis.

## Levnadssätt
Gråryggig glasögonfågel är en rätt vanlig fågel i buskar och snår. Den ses vanligen i smågrupper.

## Status och hot
Arten har ett stort utbredningsområde och en stor population med stabil utveckling som inte tros vara utsatt för något substantiellt hot. Utifrån dessa kriterier kategoriserar internationella naturvårdsunionen IUCN arten som livskraftig (LC). Världspopulationen har inte uppskattats men den beskrivs som vanlig.

## Bilder

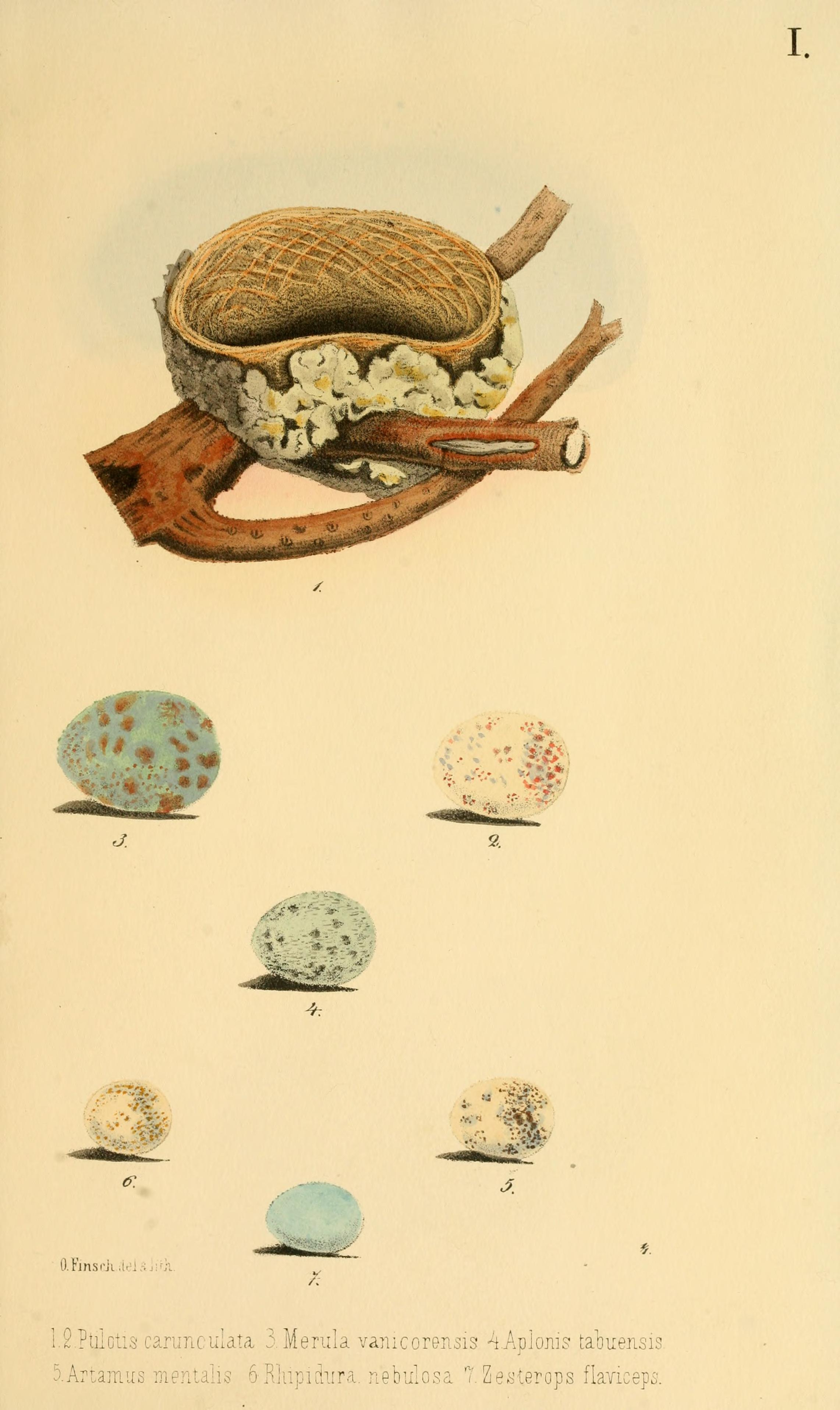
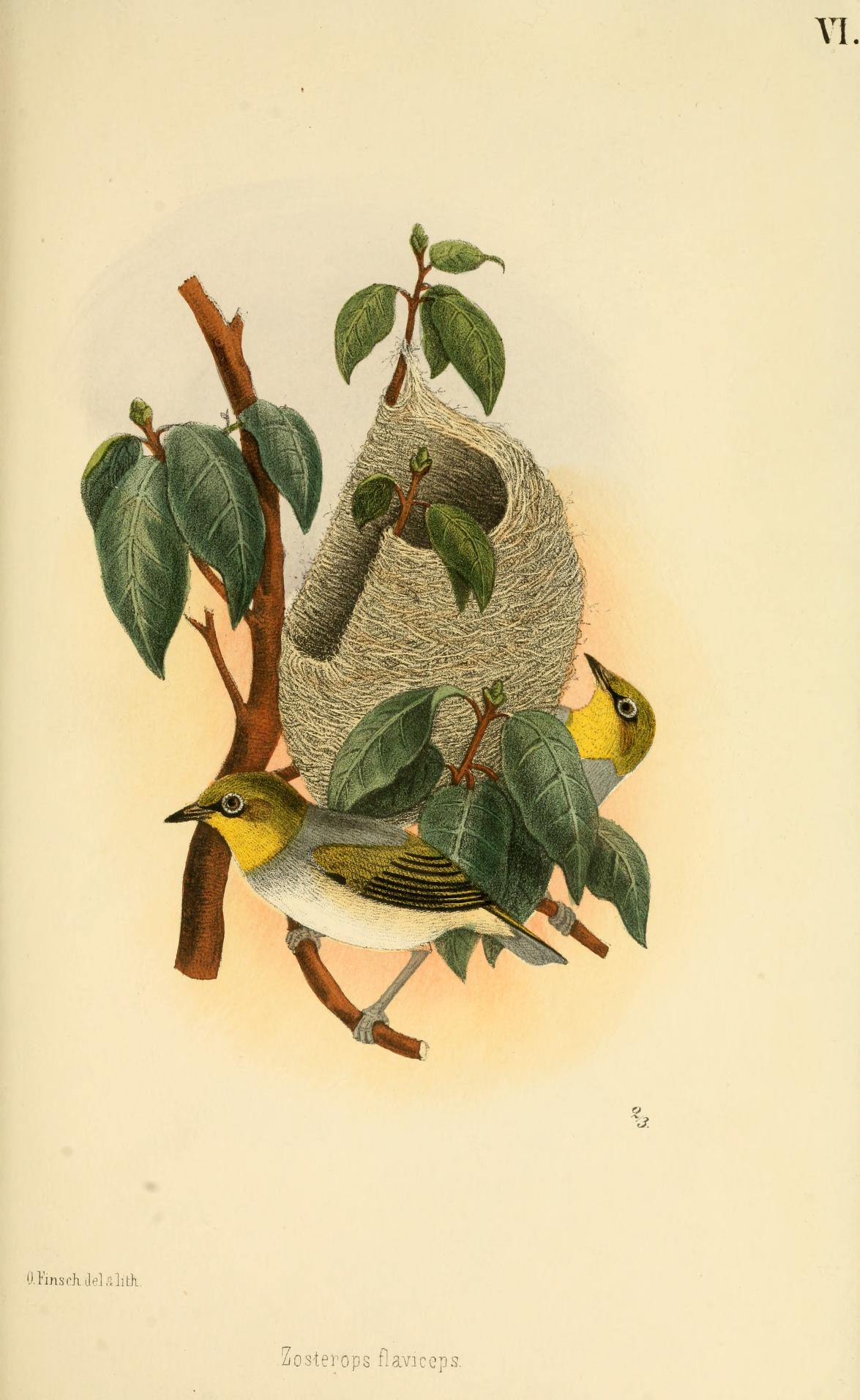
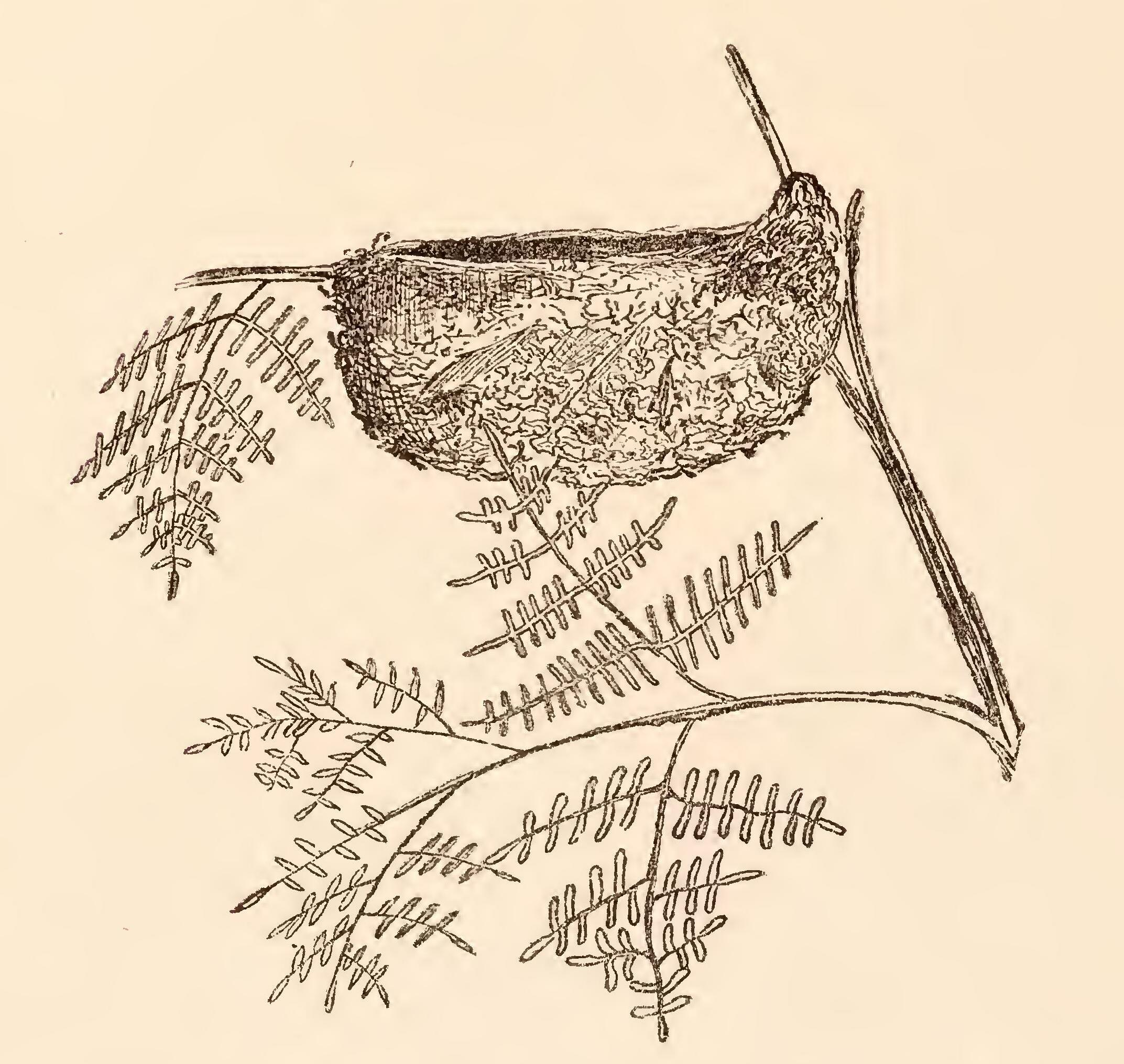
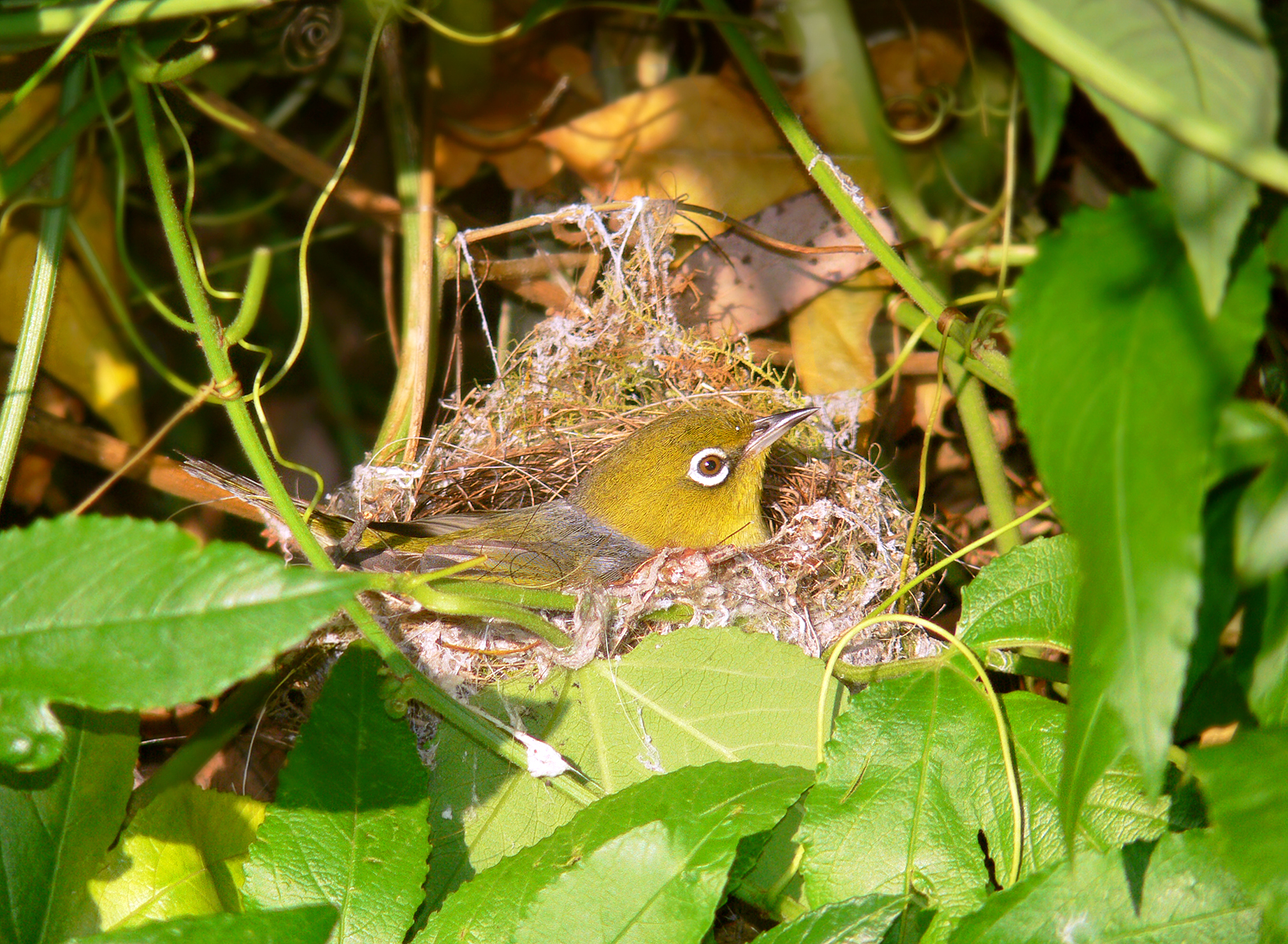
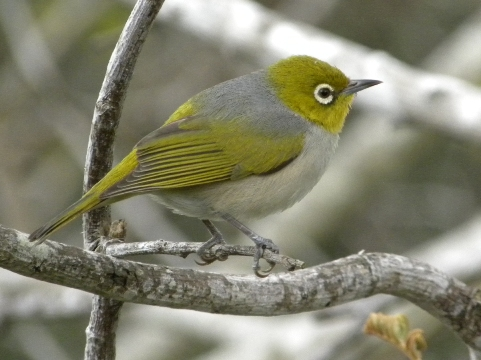
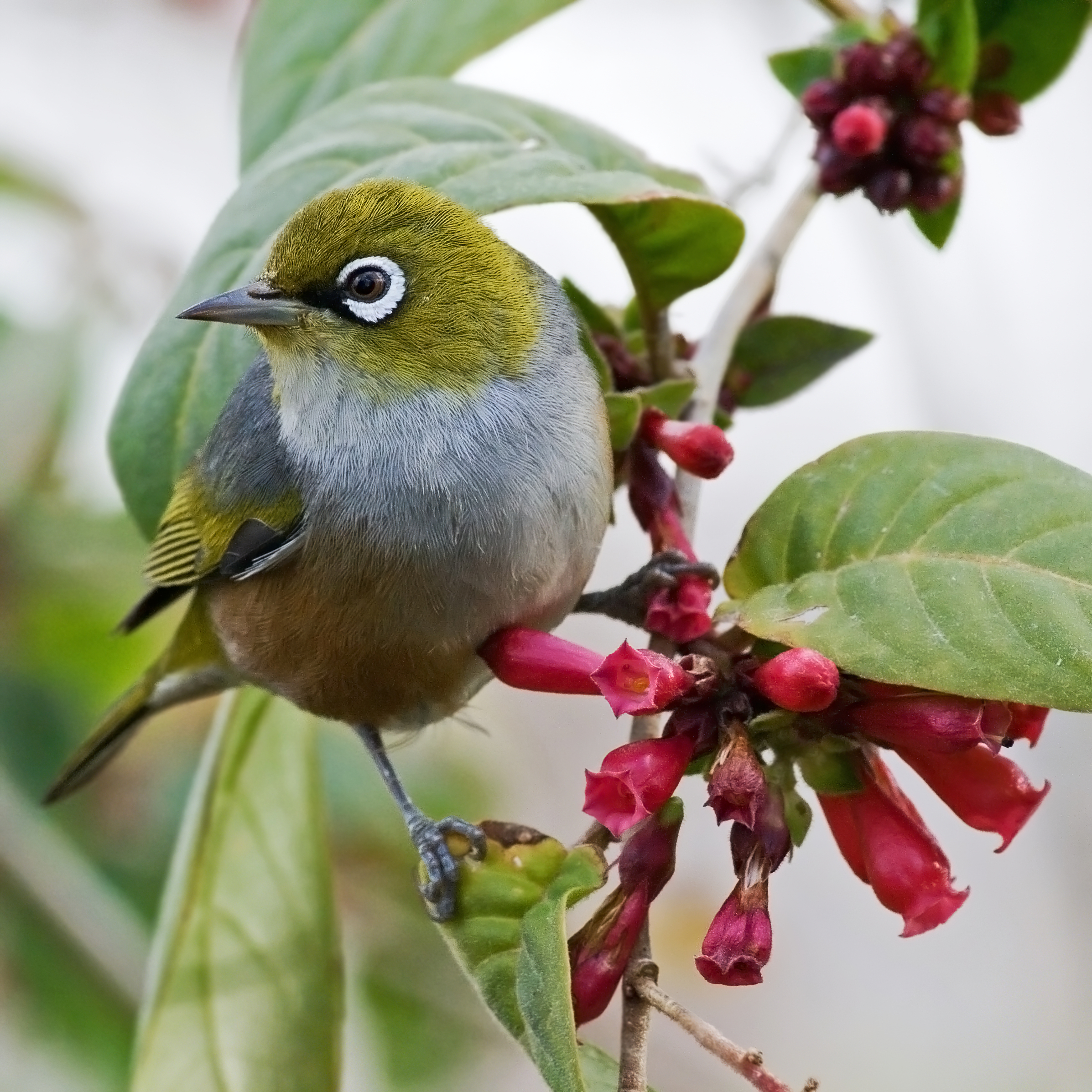
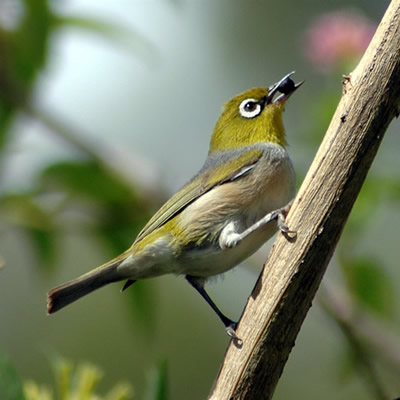